# Флорентіну Луїш
Флорентіну Луїш (порт. Florentino Luís, нар. 19 серпня 1999, Лісабон) — португальський футболіст ангольського походження, опорний півзахисник португальської «Бенфіки».

## Клубна кар'єра
Народився 19 серпня 1999 року в місті Лісабон. Вихованець юнацької команди «Бенфіка». З 2016 року став виступати у складі другої команди клубу. Дебютував за неї 11 вересня 2016 року в поєдинку проти «Академіку де Візеу». Всього в дебютному сезоні провів 18 зустрічей, рівно в половині з'являючись в основному складі. Починаючи з сезону 2017/18 став основним гравцем другої команди.
На початку 2019 року був переведений до першої команди. 10 лютого дебютував за першу команду «Бенфіки» в матчі чемпіонату проти «Насіунала» (Фуншал). А вже через чотири дні дебютував і в єврокубках, зігравши в першій грі 1/16 фіналу Ліги Європи проти «Галатасараю» (2:1). У 2019 році виграв з командою чемпіонат та Суперкубок Португалії.
25 вересня 2020 на один сезон був орендований французьким «Монако», у складі якого протягом року взяв участь у 9 іграх Ліги 1, а наступний сезон також провів в оренді, цього разу у іспанському «Хетафе», після чого повернувся до «Бенфіки».

## Виступи за збірні
2014 року дебютував у складі юнацької збірної Португалії (U-15). Разом зі збірною до 17 років став чемпіоном Європи серед юніорів у 2016 році, зігравши на турнірі в Азербайджані все п'ять зустрічей і потрапивши до символічної збірної чемпіонату. Згодом разом зі збірною до 19 років виборов срібні медалі юнацького чемпіонату Європи 2017 року і виграв юнацький чемпіонат Європи 2018 року. На першому турнірі провів три зустрічі, другий відіграв повністю і був включений у символічну збірну. З командою до 20 років брав участь у молодіжному чемпіонаті світу 2019 року в Польщі, де португальці сенсаційно не вийшли з групи. Загалом на юнацькому рівні взяв участь у 72 іграх, відзначившись одним забитим голом.
Протягом 2019—2022 років залучався до складу молодіжної збірної Португалії. З командою поїхав на молодіжний чемпіонат Європи 2021 року в Угорщині та Словенії, де зіграв у п'яти матчах і став фіналістом турніру. Всього на молодіжному рівні зіграв у 12 офіційних матчах.

## Титули і досягнення

### Клубні
«Бенфіка»
- Чемпіон Португалії (2): 2018-19, 2022-23
- Володар Суперкубка Португалії (3): 2019, 2023, 2025
- Володар Кубка португальської ліги (1): 2024-25

### Збірні
- Чемпіон Європи (U-17): 2016
- Чемпіон Європи (U-19): 2018